# Фріц Бауер (веслувальник)
Фріц Бауер (нім. Fritz Bauer, 23 червня 1906 — 19 вересня 1992) — німецький академічний веслувальник.
Олімпійський чемпіон 1936 року в складі розпашної четвірки зі стерновим.
Чемпіон Європи 1938 року в складі розпашної четвірки зі стерновим.